# Marlene Mathews

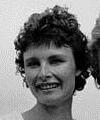
Marlene Matthews (1960)

Marlene Judith Mathews AO (während ihrer Ehen Mathews-Willard und Mathews-O'Shea; * 14. Februar 1934 in Sydney) ist eine ehemalige australische Leichtathletin und Olympiadritte.
Bei den Olympischen Spielen 1956 in Melbourne gewann sie beim 100-Meter-Lauf die Bronzemedaille hinter der Australierin Betty Cuthbert (Gold) und der Deutschen Christa Stubnick (Silber). Ebenfalls Bronze gewann sie im 200-Meter-Lauf ebenfalls hinter Cuthbert (Gold) und Stubnick (Silber).
Am 20. März 1958 verbesserte sie den Weltrekord über 100 Yards auf 10,3 Sekunden und zwei Tage später den Weltrekord über 220 Yards auf 23,4 Sekunden. Einen weiteren Weltrekord lief sie am 6. Januar 1957 im 400-Meter-Lauf mit 57,0 Sekunden.
1958 heiratete sie Barry Willard (die Ehe wurde später geschieden). 1960 scheiterte sie bei den  Olympischen Spielen in Rom über 100 m im Halbfinale und zog sich danach vom Sport zurück.
Einige Jahre danach fing sie an, sich als Sportfunktionärin zu engagieren, bildete sich zur Trainerin weiter und wurde Assistant Manager der australischen Mannschaft bei den Olympischen Spielen 1972. 1979 wurde sie zum Member des Order of Australia ernannt. 1985 wurde sie in die Sport Australia Hall of Fame aufgenommen. Für ihre Verdienste um die Leichtathletik und die Sportverwaltung, insbesondere durch die australische Leichtathletik-Trainervereinigung, und für die Gemeinschaft wurde sie 1999 zum Officer des Order of Australia ernannt.